# Bolitoglossa tamaense
Espèce
Bolitoglossa tamaense est une espèce d'urodèles de la famille des Plethodontidae.

## Répartition
Cette espèce se rencontre :
- dans l'État de Táchira au Venezuela ;
- dans le département de Norte de Santander en Colombie.

## Description
Le mâle holotype mesure 83,5 mm de longueur totale dont 40,3 mm de longueur standard et 43,2 mm de queue. Les mâles mesurent de 36,2 à 40,3 mm de longueur standard et les femelles de 39,2 à 52,7 mm.

## Étymologie
Son nom d'espèce, composé de tama et du suffixe latin -ense, « qui vit dans, qui habite », lui a été donné en référence au lieu de sa découverte, le parc national naturel de Tamá.

## Publication originale
- Acevedo, Wake, Marquez, Silva, Franco & Amezquita, 2013 : Two new species of salamanders, genus Bolitoglossa (Amphibia: Plethodontidae), from the eastern Colombian Andes. Zootaxa, no 3609, p. 69-84.